# 養賢堂 (出版社)
株式会社養賢堂（ようけんどう）は、大正3（1914）年に創業者及川伍三治によって設立された出版社。主に大学・高専向けに農学・工学の専門書と雑誌などの学術出版をおこなっている。日本書籍出版協会、自然科学書協会に加盟している。
近年では、畜産用語辞典を公開するほか、電子書籍も多数発行している。